# 奇雲·賀夫蘭
奇雲·賀夫蘭（Kevin Hofland，1979年6月7日—），荷蘭足球運動員，司職後衛。

## 早期生活
賀夫蘭出生在海爾倫，但長大於Brunssum。

## 球會生涯

### SV Limburgia
賀夫蘭在4歲時加入當地球會SV Limburgia。

### 幸運薛達
在10歲，賀夫蘭加盟幸運薛達。在年輕時的職業生涯，賀夫蘭擔任過不同的位置，主要是由於左中場或左後衛。在16歲的青年隊經理將賀夫蘭放在中後衛的位置，故他在職業生涯中擔任後衛。
1997年9月10日，賀夫蘭第一次亮相幸運薛達一線隊，該次是在客場對鹿特丹斯巴達（1-1）的荷甲賽事。 Jürgen Dirkx離開後，賀夫蘭成為球隊主力。

### 燕豪芬
在幸運薛達效力3個賽季後，賀夫蘭加盟燕豪芬。儘管他的年紀和球隊內部沉重的的競爭，迅速成為在球隊的防線的重要球員。在冠軍聯賽對陣阿仙奴後，他受傷了，而經過腳踝傷勢，賀夫蘭的位置給鲍马取代。當燕豪芬宣布從車路士借得阿歷士，賀夫蘭決定是時候離開燕豪芬。

### 禾夫斯堡
前燕豪芬教練格雷茨是賀夫蘭加盟禾夫斯堡的主要原因之一，賀夫蘭在德國效力了三個球季。

### 飛燕諾
2007年6月28日，他與飛燕諾簽了4年合同。

## 國際賽生涯
2000年11月15日，他參加了他的首場國際賽，該場比賽是友賽作客西班牙敗1:2，他總共踢了7場國際賽。

## 榮譽
PSV
- 荷蘭甲組足球聯賽: 2000-01, 2002-03
- 告魯夫盾: 2000, 2001

飛燕諾
- 荷蘭盃: 2007–08

## 連結
- （荷兰文） Voetbal International - Kevin Hofland
- （荷兰文） Official Kevin Hofland Feyenoord.nl profile（页面存档备份，存于）